# メトロ (パリ)

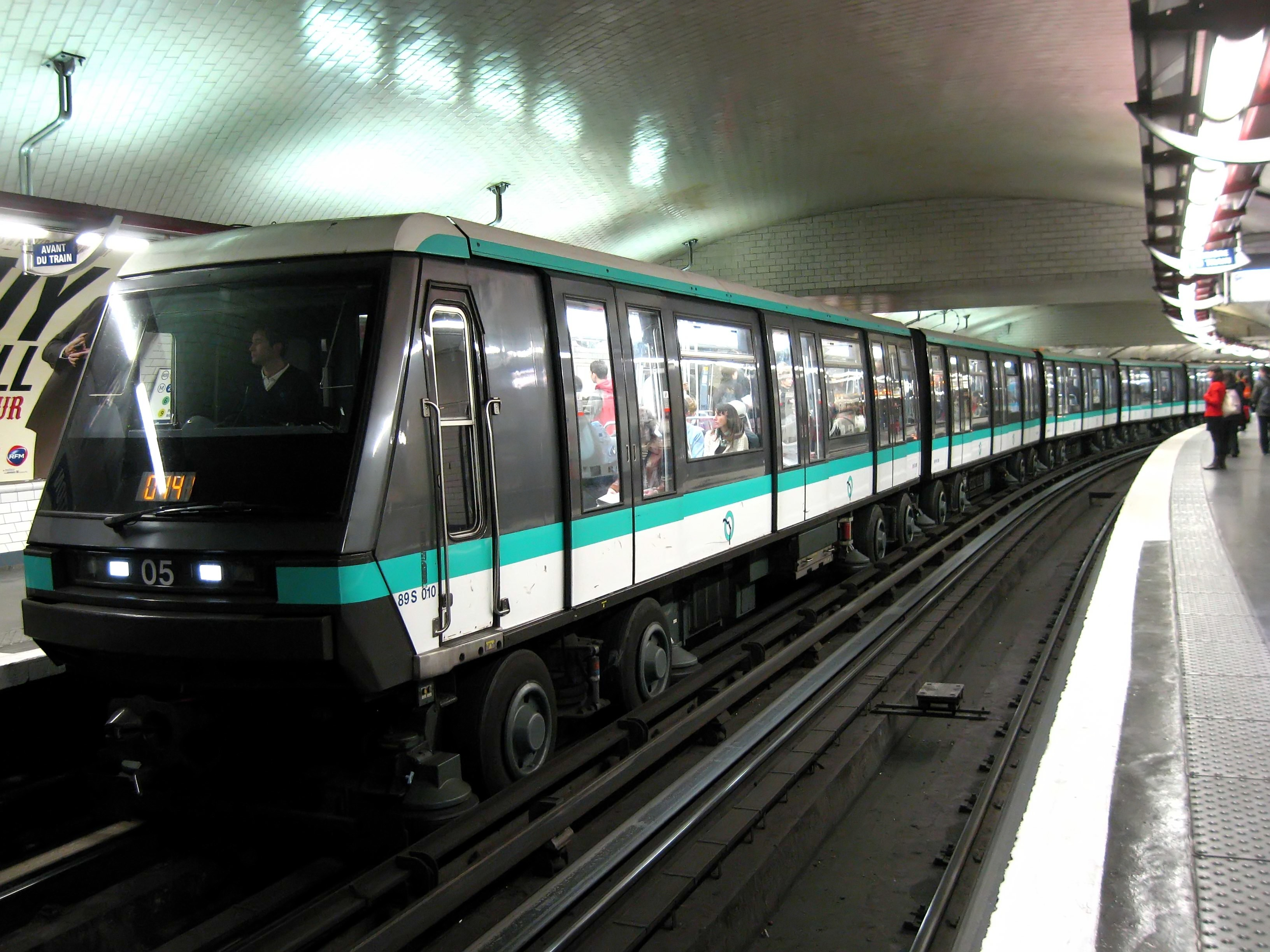
MP89系 1号線ナシオン駅。この「MPxx」系はゴムタイヤを装着している点が特徴的である

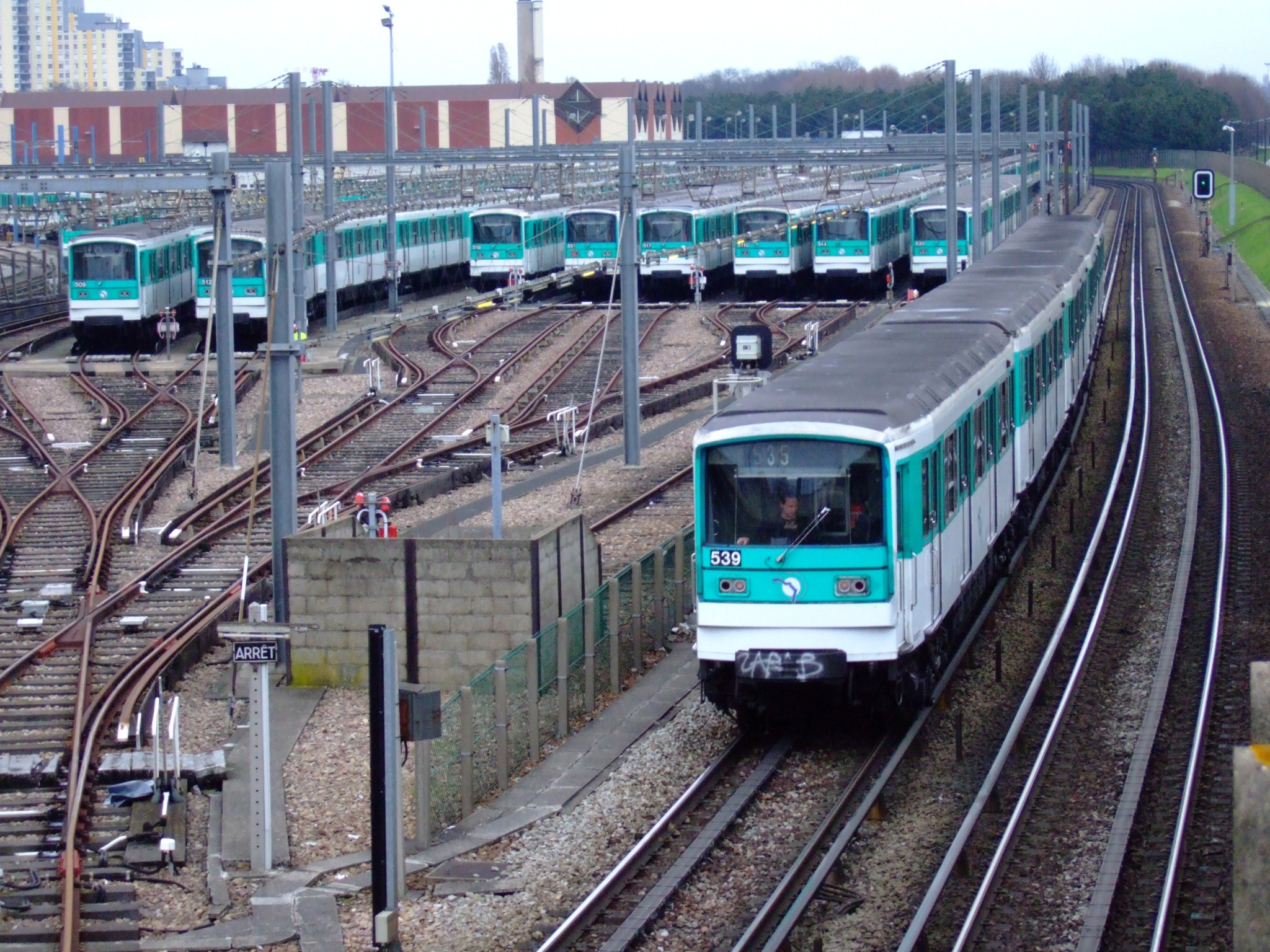
MF67系 5号線Bobigny地上車庫付近。この「MFxx」系は一般的な金属レールと金属車輪である

パリ・メトロ（フランス語: Métro de Paris）は、フランスの首都パリを含むイル＝ド＝フランス地域圏で運行されている地下鉄。現在16路線で構成されている。1900年に開業。運営はパリ交通公団（RATP）によって行われている。既存の鉄道路線との乗り入れはない。
パリ中心部から郊外に直通するRERについても、市内では地下路線であり、メトロと重複する路線もあるのでパリ市内においては地下鉄と扱われることもある。本稿では以下、メトロと記す。

## 概要

### メトロ
パリのメトロには、1号線から14号線まである。パリ交通公団（RATP）が運営している。アンパン男爵の会社が敷設した。
1号線が最初に開通したのは1900年で、パリ万博にあわせて開通した。入り口のデザインはアールヌーヴォー建築で有名なエクトール・ギマールが設計した。パリ市内の中心部を西から東へ横断する1号線と、1860年のジョルジュ・オスマン（オスマン男爵）によるパリ拡張以前のパリの境界線であった旧城壁（フェルミエー・ジェネローの城壁）跡の大通り（Grand Boulevard）に建設された北回りの2号線と南回りの6号線、この3つが主要路線である。
以後およそ30年で網の目のように発展し、14路線が作られたが、この時作られた旧14号線は後に13号線に編入され、以後長期間13路線が存在した。これらの各駅はすべて戦前に作られたが（郊外に延伸した部分の駅を除く）、駅構内自体は改装を繰り返しており、アールヌーヴォーのほかアールデコなど各時代を代表する建築デザインや、ある特定のテーマのデザインを取り入れた駅があちこちに存在する。
3号線と7号線にはそれぞれ3bis線、7bis線と呼ばれる独立的な支線が存在する。これらはメトロの路線図でも色が分けて書かれているとおり、支線の中の折り返し運行である。また7号線と13号線は分岐しており、7bisと10号線号線は一方通行区間が存在する。3bis号線の生まれた経緯は、もともとポルト・デ・リラまでの路線だったものが、戦後になってポルト・ドゥ・バニョレーおよびガリエニの方が重要な街となったため、ガリエニ方面へ延伸しながら路線の行き先を変更し、今までの路線は切り離して分離運行することになったためである。7bis号線は、7号線のポルト・デ・リラ方面とともに北方面の分岐だったがポルト・デ・リラ方面との輸送量の差が大きく運行の効率が悪かったため、Pré Saint-Gervais方面を切り放して独立路線にした経緯がある。この3bisと7bisを繋げ一つの路線に統合する計画は1921年に頓挫したが、2006年に復活して推進されている（詳細は本稿の廃駅項目を参照）。
1998年に現在の14号線が開通した。この14号線はメテオール（METro Est-Ouest Rapide、東西高速地下鉄。「流星」の意味もある）と呼ばれ、自動制御で無人運転されており、ホームドアがつくなど駅舎も大変モダンなデザインである。現在オルリー空港まで延伸している。
メトロに地下鉄の訳語が当てられているように、大部分が地下を走るが、本来は都市交通の意味であり、地下鉄に限定するものではない。6号線の多くの部分や2号線の一部、また橋を渡る際の5号線や、郊外の橋を渡る1号線や8号線などは、地上に出る部分もある。中でも6号線の高架の部分は観光ルートでもあり、ビラケム駅付近ではエッフェル塔が絶好のポジションで眺められるので、その車窓は観光客に人気が高い。
フランス国鉄（SNCF）は全国的に左側通行だが、メトロは道路と同じ右側通行である。
4路線（M15, M16, M17, M18）を新設し、2路線（M4, M11）を延伸するGrand Paris Expressプロジェクトが進められている。

### RER
パリにはメトロのほかに、郊外へと伸びる高速地下鉄RER（エールウエール、イル＝ド＝フランス地域圏急行鉄道網）が存在する。路線はA線からE線までの5路線がある。A線のA3支線・A5支線以外の部分とB線のシャトレ-レ・アル駅以南はパリ交通公団（RATP）が運営し、A3支線・A5支線とB線の パリ北駅以北およびC線、D線、E線はフランス国鉄（SNCF）が運営している。
RERは高速運転されており、駅間も長く、パリ市内を長距離移動するのに適している。パリ市内ではメトロと共通運賃で、同じ切符で自由に乗降できるが、RERは郊外路線へ直結しており、これら郊外へ行くにはあらかじめ有効な切符を乗車前に買わないといけない。メトロとは異なり、改札が出口にもあるため、正しい切符を持っていないと外に出ることはできない。乗越精算制度は一切ないため、乗り過ごすと無賃乗車扱いとなって罰金が課される。いっぽう、メトロの一部の路線も郊外のゾーン3まで通じているが（たとえば1号線のラ・デファンス駅など）、運賃の取り扱い上はメトロはすべてゾーン2の内部にあるとみなされる。

### トラム
メトロとは別に、パリ市内および郊外を結ぶ交通機関としてトラムがある。
料金体系はバスに準じており、メトロと共通の切符（または10枚売りカルネ）が使えるが、切符は一回の乗降ごとに無効となり、メトロから1枚の切符で乗り継ぐことは出来ない。カルト・オランジュや NAVI GO などの定期券類があれば制限無く乗ることが可能だが、2号線と4号線はそれぞれゾーン3と5に相当するので、それら定期券の有効ゾーンには注意が必要である。

## 路線
現在、以下の16路線（支線2路線を含む）が存在する。
| 路線 | 路線   | 開業年 | キロ程 | 駅数 | 区間 |
| ---- | ------ | ------ | ------ | ---- | --- |
|      | 1号線  | 1900年 | 16.6km | 25   | ラ・デファンス駅 〜 シャトー・ド・ヴァンセンヌ駅                                                                       |
|      | 2号線  | 1900年 | 12.4km | 25   | ポルト・ドーフィヌ駅 〜 ナシオン駅                                                                                     |
|      | 3号線  | 1904年 | 11.7km | 25   | ポン・ド・ルヴァロワ駅 〜 ガリエニ駅                                                                                   |
|      | 3bis線 | 1971年 | 1.3km  | 4    | ガンベタ駅 〜 ポルト・デ・リラ駅                                                                                       |
|      | 4号線  | 1908年 | 14.0km | 29   | ポルト・ド・クリニャンクール駅 〜 バニュー＝リュシー・オブラック駅                                                     |
|      | 5号線  | 1906年 | 14.6km | 22   | ボビニー＝パブロ・ピカソ駅 〜 プラス・ディタリー駅                                                                     |
|      | 6号線  | 1909年 | 13.6km | 28   | シャルル・ド・ゴール＝エトワール駅 〜 ナシオン駅                                                                       |
|      | 7号線  | 1910年 | 22.5km | 38   | ラ・クールヌーヴ＝ユイ・メ・ミルヌフサンキャラントサンク駅 〜 ヴィルジェイフ＝ルイ・アラゴン駅 ／ メリー・ディヴリー駅 |
|      | 7bis線 | 1967年 | 3.1km  | 8    | ルイ・ブラン駅 〜 プレ＝サン＝ジェルヴェ駅                                                                             |
|      | 8号線  | 1913年 | 23.4km | 38   | バラール駅 〜 ポワント・デュ・ラック駅                                                                                 |
|      | 9号線  | 1922年 | 19.6km | 37   | ポン・ド・セーヴル駅 〜 メリー・ド・モントルイユ駅                                                                     |
|      | 10号線 | 1923年 | 11.7km | 23   | ブローニュ＝ポン・ド・サン＝クル駅 〜 オステルリッツ駅                                                                 |
|      | 11号線 | 1935年 | 11.7km | 19   | シャトレ駅 〜 ロニー＝ボワ＝ペリエ駅                                                                                   |
|      | 12号線 | 1910年 | 17.2km | 31   | メリー・ドーベルヴィリエ駅 〜 メリー・ディシー駅                                                                       |
|      | 13号線 | 1911年 | 24.4km | 32   | レ・クルティーユ駅 ／ サン＝ドニ＝ユニヴェルシテ駅 〜 シャティヨン＝モンルージュ駅                                     |
|      | 14号線 | 1998年 | 27.8km | 21   | サン＝ドニ・プレイエル駅 〜 アエロポール・ドルリー駅                                                                   |

### 建設中
現在、グラン・パリ・エクスプレスとして、以下の4路線が建設中である。
| 路線 | 路線   | 開業予定         | キロ程 | 駅数 | 区間 |
| ---- | ------ | ---------------- | ------ | ---- | --- |
|      | 15号線 | 2026年〜2031年頃 | 75km   | 36   | ノイジー＝シャン駅 〜 シャンピニー・サントル駅 〜 ポン・ド・セーヴル駅 〜 サン＝ドニ・プレイエル駅 〜 シャンピニー・サントル駅 |
|      | 16号線 | 2027年〜2028年頃 | 25km   | 10   | サン＝ドニ・プレイエル駅 〜 ノイジー＝シャン駅                                                                                 |
|      | 17号線 | 2027年〜2030年頃 | 25km   | 9    | サン＝ドニ・プレイエル駅 〜 ル・メニル・アムロー駅                                                                             |
|      | 18号線 | 2026年〜2031年頃 | 35km   | 10   | アエロポール・ドルリー駅 〜 ヴェルサイユ＝シャンティエ駅                                                                       |

## 運賃
2025年1月現在、メトロは全線2.50ユーロ均一（この価額の切符は ticket T+ と称される）。
RERやパリの市内バスはついて、パリ市内に相当するゾーン1内では上記のメトロと共通運賃となる。
メトロとRERのパリ市内、またはバスとトラムは均一運賃で乗換可能。※メトロやRERとバス等は乗換不可。
RERのパリ市外の区間（シャルル・ド・ゴール空港、ヴェルサイユなど）は距離に応じて運賃が設定されている。
前述のように、購入した切符の区間を乗り越した場合には、差額を事後に払う日本の精算のような制度がなく、罰金を課せられるので注意が必要。
メトロの一部路線はパリ市外のゾーン3地区へ伸びているが、メトロは全線ゾーン1として扱うため、隣接するRERの駅と運賃が違うことがある（パリ市内～ラ・デファンス区間等）。
なお、車の排ガスで大気汚染がひどい場合はメトロとバスを無料開放することがある。

## 運行
- 線区内の途中折り返しはなく、起点から終点まで通して運行。ただし、始発・終電では全線ではなく一部運行の路線がある。分岐している7号線と13号線は2種類の運行区間が存在する。
- 快速、急行運転はなく、すべての列車は各駅に停車する。12号線のRennes（レンヌ）と13号線のLiège（リエージュ）は長らく夜20時以降と土曜休日は休業するため通過したがRennesは2004年9月6日から、Liègeは2006年12月4日から通常の営業時間に戻されている。工事などで一定期間のみ通過扱いとなる駅がある場合がある。これらは車内の路線図や、駅のポスターなどで告知されている。
- 始発は朝5時ごろ、最終は深夜1時ごろ。また、週末や祝日には1時間延長運行される。

## 設備、車輌

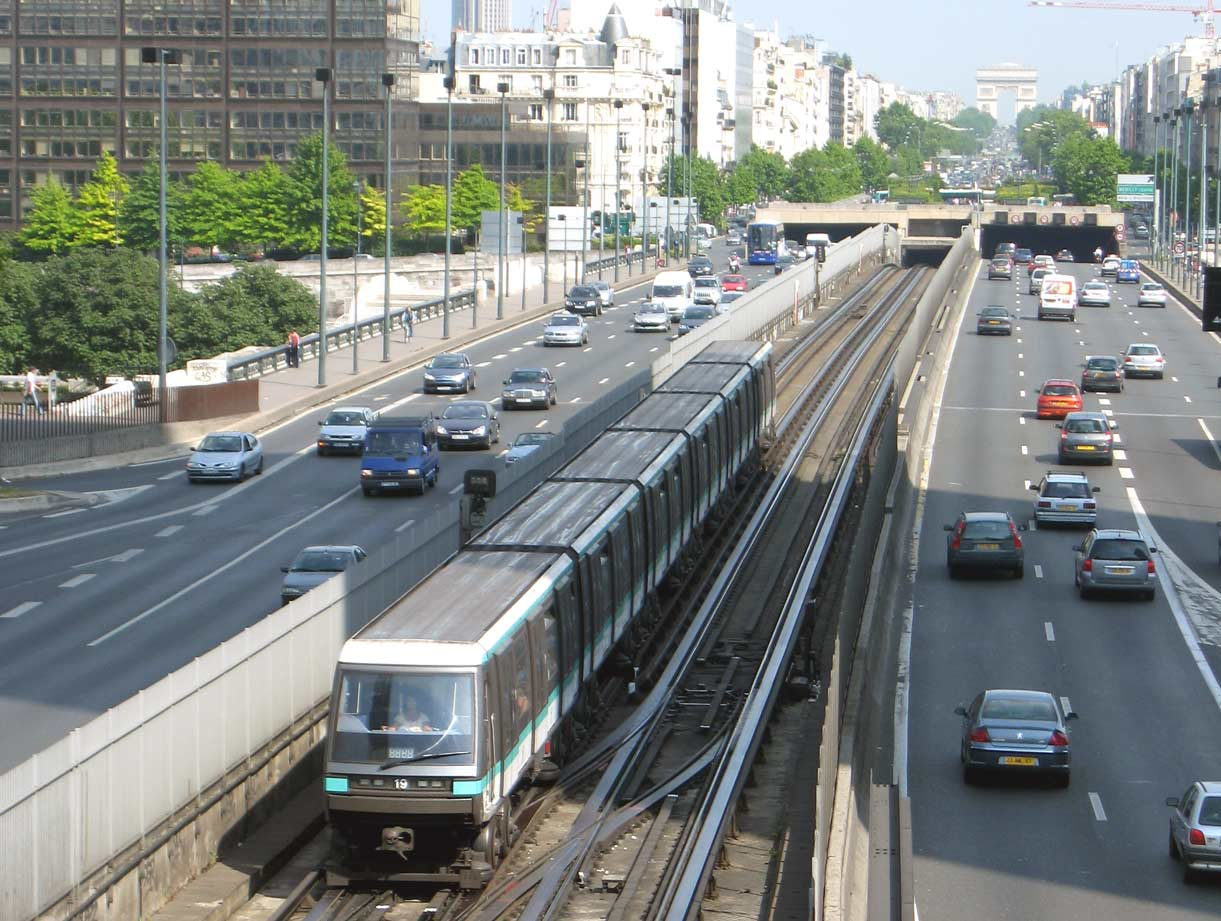
ゴムタイヤを持つ「MPxx」系の特殊な線路

- 路線総延長221.6km、駅数292、他線との接続駅55。駅間距離は平均およそ300m。
- 路線数16（3bisと7bisを独立に数えた場合）。ホームや路線の他線との共有はない。
- 編成輌数は路線ごとに一定していて、1号線などの最も混雑するところでは6輌。3bis号線などの少ないところでは3輌。
- 軌間は1435mmの標準軌。車体はフランス国鉄などのものより狭く短い。
- 右側通行。地上の道路交通に一致させたためで、左側通行の国鉄、RERとは逆になっている。
- 電気方式は第三軌条方式、直流750V。
- 主にアルストム社が製造しているが、その後同社のブランド『アルストム・メトロポリス』の派生型（テーラーメード型）シリーズとして分類され、同タイプのものがスイス、チリにも展開している[2]。
- 1号線、4号線、6号線、11号線、14号線は鉄車輪の外側にゴムタイヤをもつ「MPxx」系が、他は通常の鉄車輪の「MFxx」系が運用されている。
- 車両のドアについて、到着時に全車両のドアが一斉に開く方式も増加しているが、乗客がレバーやボタンでドアを操作する半自動ドア式の車両も多い。いずれも発車時には自動で閉まる。
- 開業当初からホームドアが設置されていた14号線に加えて、1号線の各駅にもホームドアが設置され、さらに設置工事が進んでいる。

### ゴムタイヤをもつ「MPxx」系

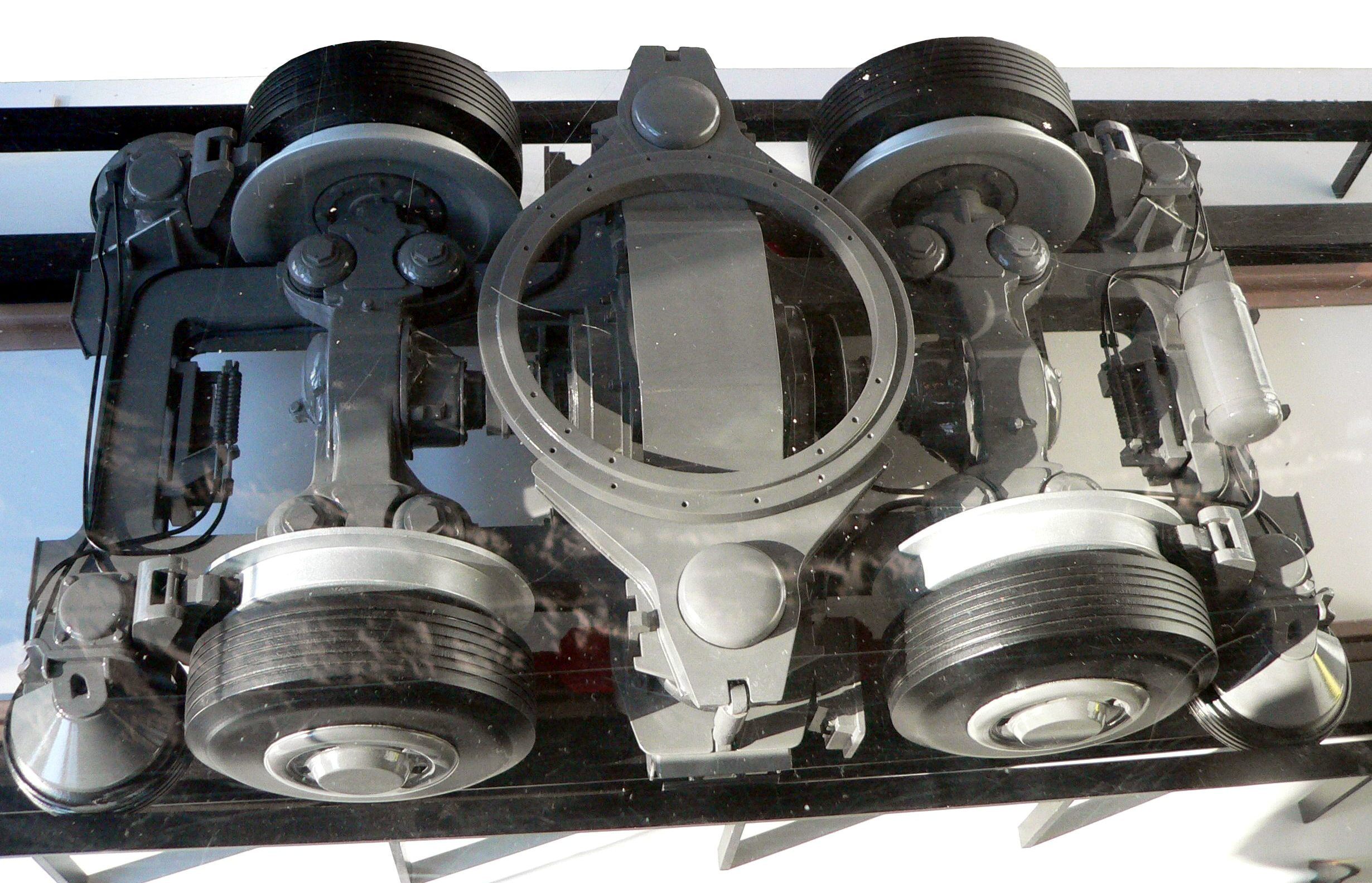
「MPxx」系の特徴的なゴムタイヤ付台車

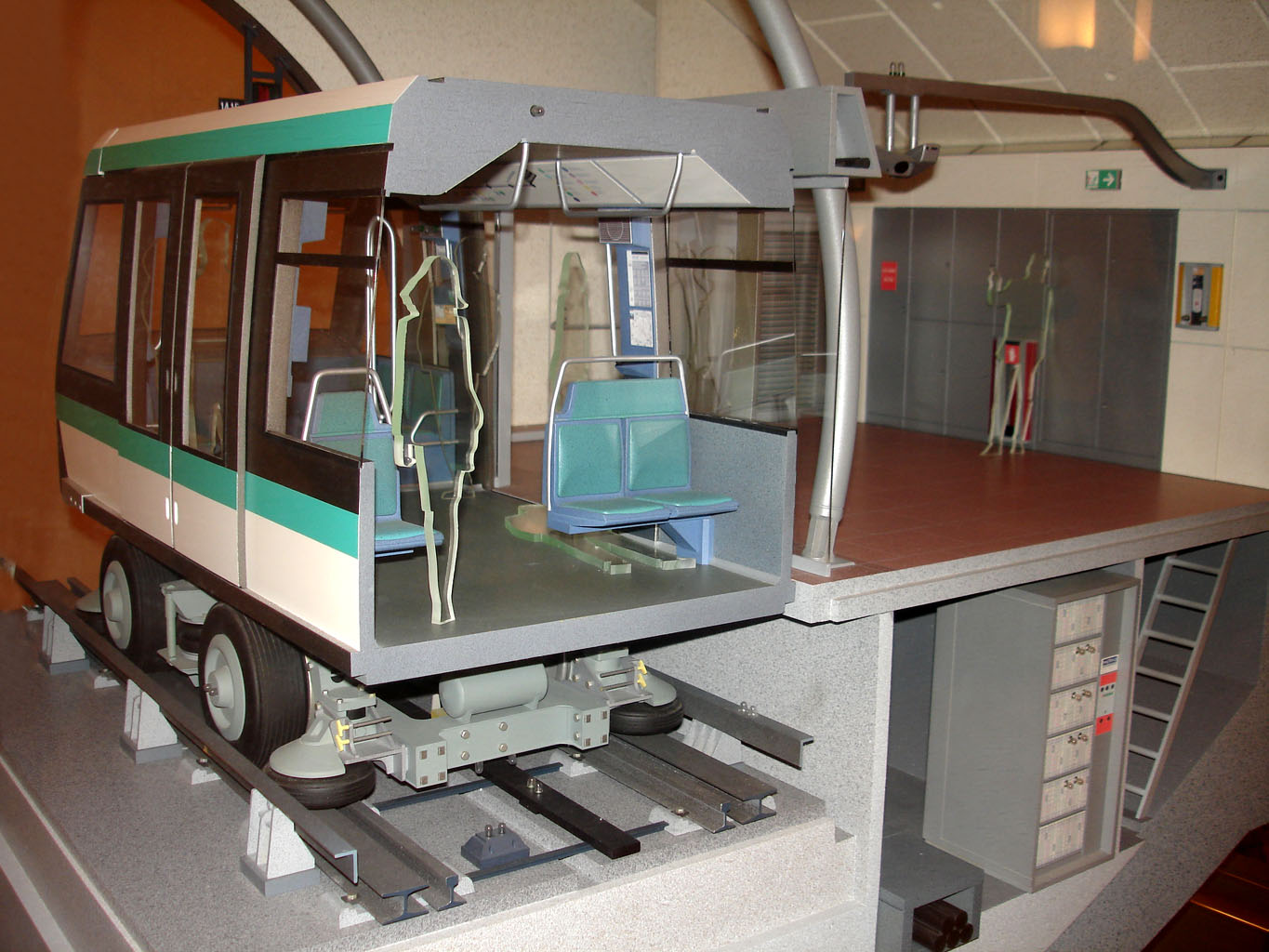
「MPxx」系車両の断面模型

「MPxx」系で特徴的なのは、軌道面に一般的な鉄道にみられる2本の金属レールがありながらそれに並んで外側にゴムタイヤ用の専用走路と案内軌条が敷設され、車体の台車には、金属車輪の同軸外側にゴムタイヤの車輪と、四隅にも小径のゴムタイヤ案内輪が備わっている点である。またゴムタイヤには空気ではなく、温度による体積変化の少ない窒素ガスが封入されている。
一般的な鉄道と異なり、台車内側の金属車輪と軌道の金属レールは、列車の進路を誘導させる案内軌条の役割を主として持っている。
そして金属車輪の外側同軸にあるゴムタイヤ車輪が、走行のための駆動・停止と主な車体加重を受け止める役割を担っている（このゴムタイヤ車輪は、金属車輪の案内軌条レール外側に並んで水平に設置された、主輪のゴムタイヤのための金属製専用走路部分に接地している）。またこの車体台車の四隅にも水平に回転するよう取り付けられた小径のゴムタイヤ車輪があり、軌道両側の最外縁に垂直に設置された両サイドの案内軌条に接して車体の走行に伴い回転していることで、補助の案内装置として働いている。
金属車輪とゴムタイヤの併用により騒音と制動距離の低減と、乗り心地や勾配能力と発進加速性能の向上が見込まれ、主輪のゴムタイヤがパンクした場合でもある程度の走行が可能で、また構造上非常に脱線しにくい。なおこの地下鉄システムは、フランスから技術供与されたメキシコシティ地下鉄でも見る事が出来る。日本では岐阜ゴルフカントリー谷汲のカートがこの方式を採用している。

## 歴史と経緯

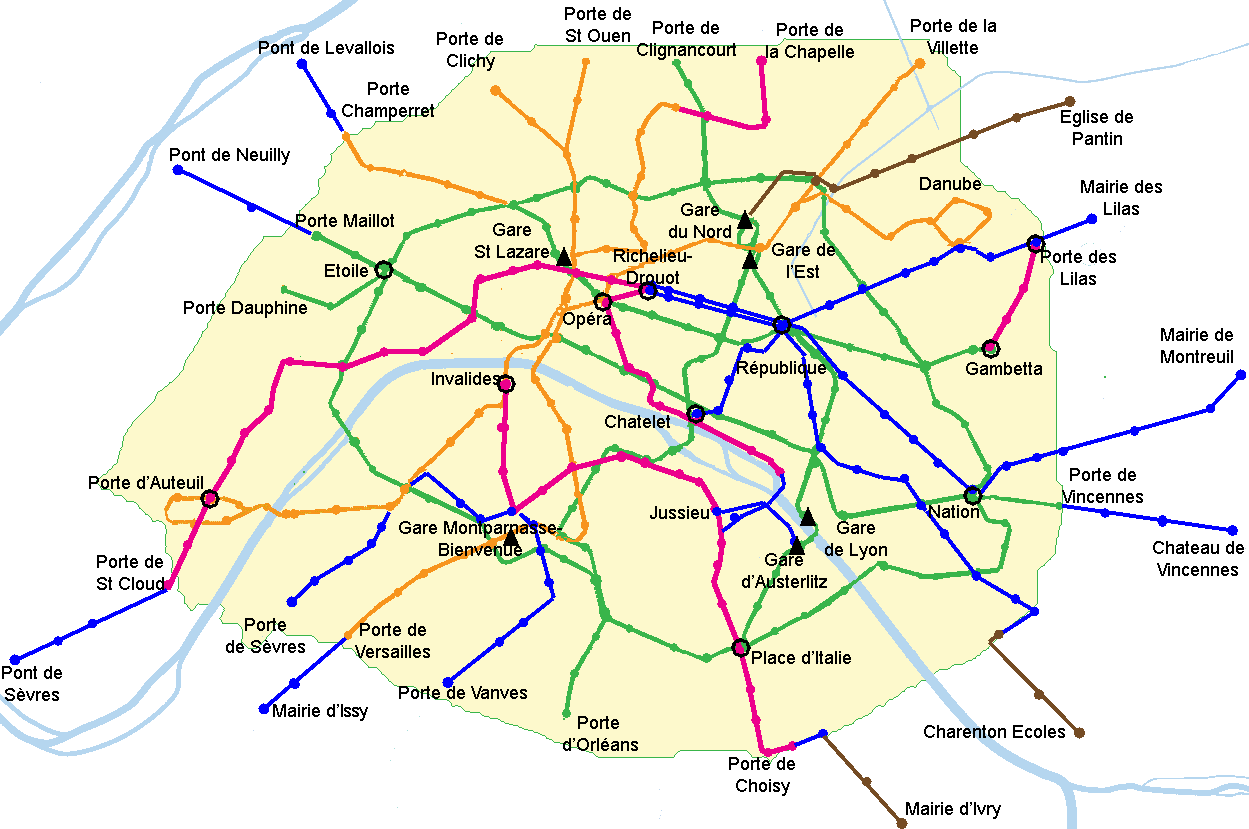
開業時期別に色分けした路線図（1900年から1949年）1900年-1910年、1910年-1914年、1914年-1930年、1930年-1939年、1939年-1949年

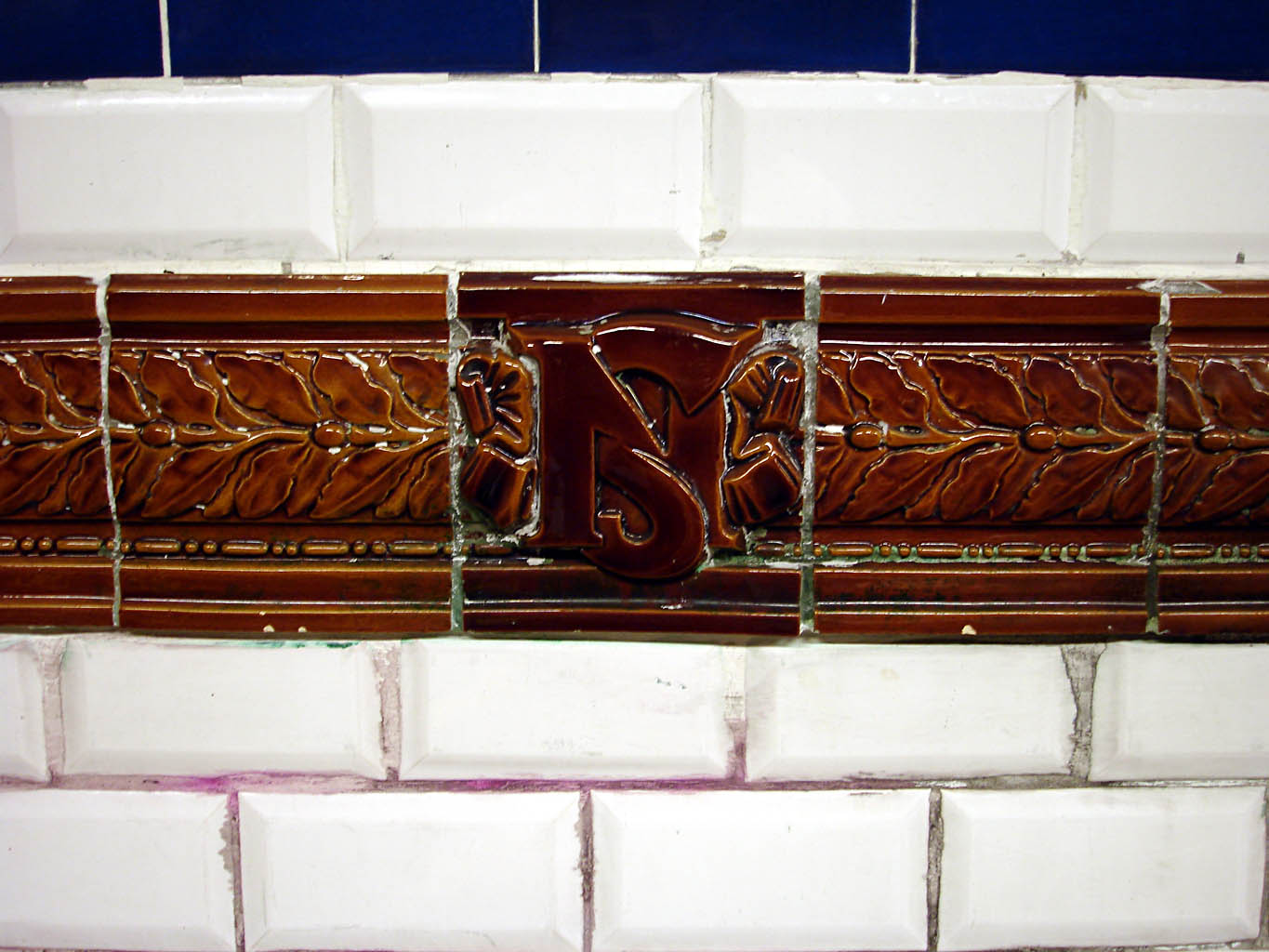
北南線のマーク

### 北南線
メトロは最初2つの会社によって運営されていた。現在の1、2、6号線を核として運営していたCMP（Compagnie du chemin de fer métropolitain de Paris、パリ都市鉄道会社・現在の RATP の前身）とは別に、南北を結ぶ二つの路線、現在の13号線の北半分と12号線を営業する Socièté du chemin de fer électrique souterrain Nord-Sud de Paris（パリ北南地下電気鉄道会社＝以下、北南線）という会社があった。北南線時代は12、13号線はそれぞれA、Bと呼ばれていた。これらの駅構内はCMPの駅と似てはいるものの、異なるデザインが採用された。北南線の名残は今でも12、13号線の駅構内の広告枠のタイルの一部にそのロゴが残っている。また駅の入り口のデザインでも見分けることが出来る。
北南線の2つの路線は架線（架空電車線）を用いていたが、後に CMP と同じく第三軌条に改修された。また、旧14号線も南北線が工事を始めた路線でCと呼ばれた（CMPに合並されてから開通された）。

### 戦争の影響
第一次世界大戦では、営業削減のほか、敵対するドイツを連想させる一部の駅名が変更になった。すなわちベルリンBerlinはリエージュLiègeに、リュ＝ダルマーニュ Rue d'Allemagne（ドイツ通り）はジョレスJaurès（フランスの政治家の名）になった。しかし営業を停止した駅はなかった。
第二次世界大戦では大幅に営業の削減が行われた。営業削減はフランスがドイツの宣戦布告を受ける1939年9月4日の2日前、9月2日より開始された。この時いくつかの駅が営業を停止したが、そのうち Saint Martin, Arsenale, Croix Rouge, Champ de Mars の4駅は、現在に至るまで廃駅となっている。
パリがナチス・ドイツに占領されてからは、11号線が営業を停止し、その駅構内は軍需工場として使われた。

### 1等車と車掌の廃止
メトロは1等車が存在したが、1991年に廃止された。それに伴い車掌も廃止となった。1等車への乗車を管理する駅員用の小屋がホーム内にあったが、これも廃止となり、現在は撤去されているかあるいは電気系統の設備として使われている。一部の駅ではこの小屋跡をショーディスプレイとして用いている。

## 廃駅
カッコ内の数字は路線の番号。

### 完全に通過する廃駅
- アルスナル Arsenal (5)
- サン・マルタン Saint Martin (8,9)
- シャン・ド・マルス Champ de Mars (8)
- クロワ・ルージュ Croix Rouge (10)

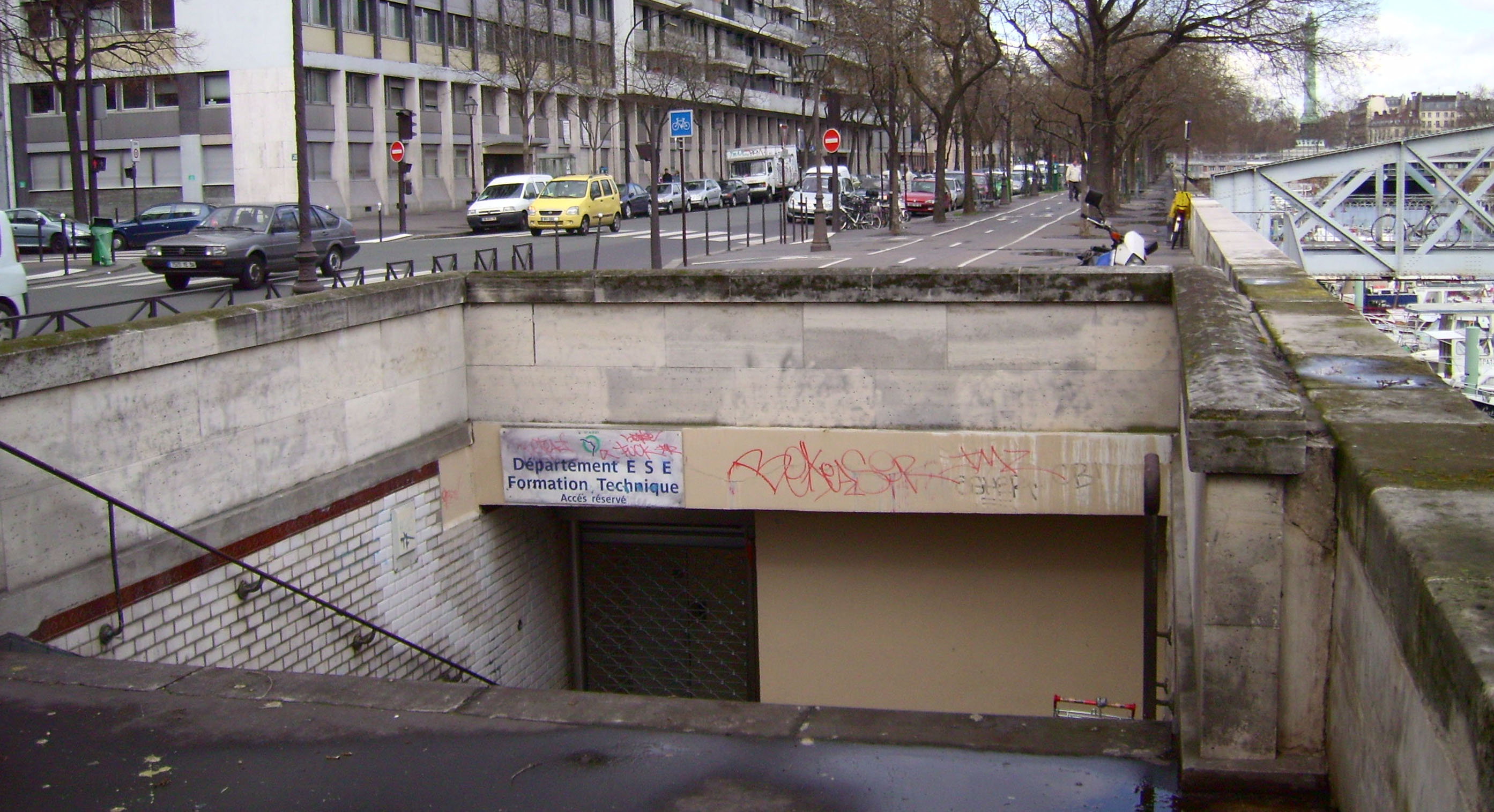
アルスナル駅入口跡
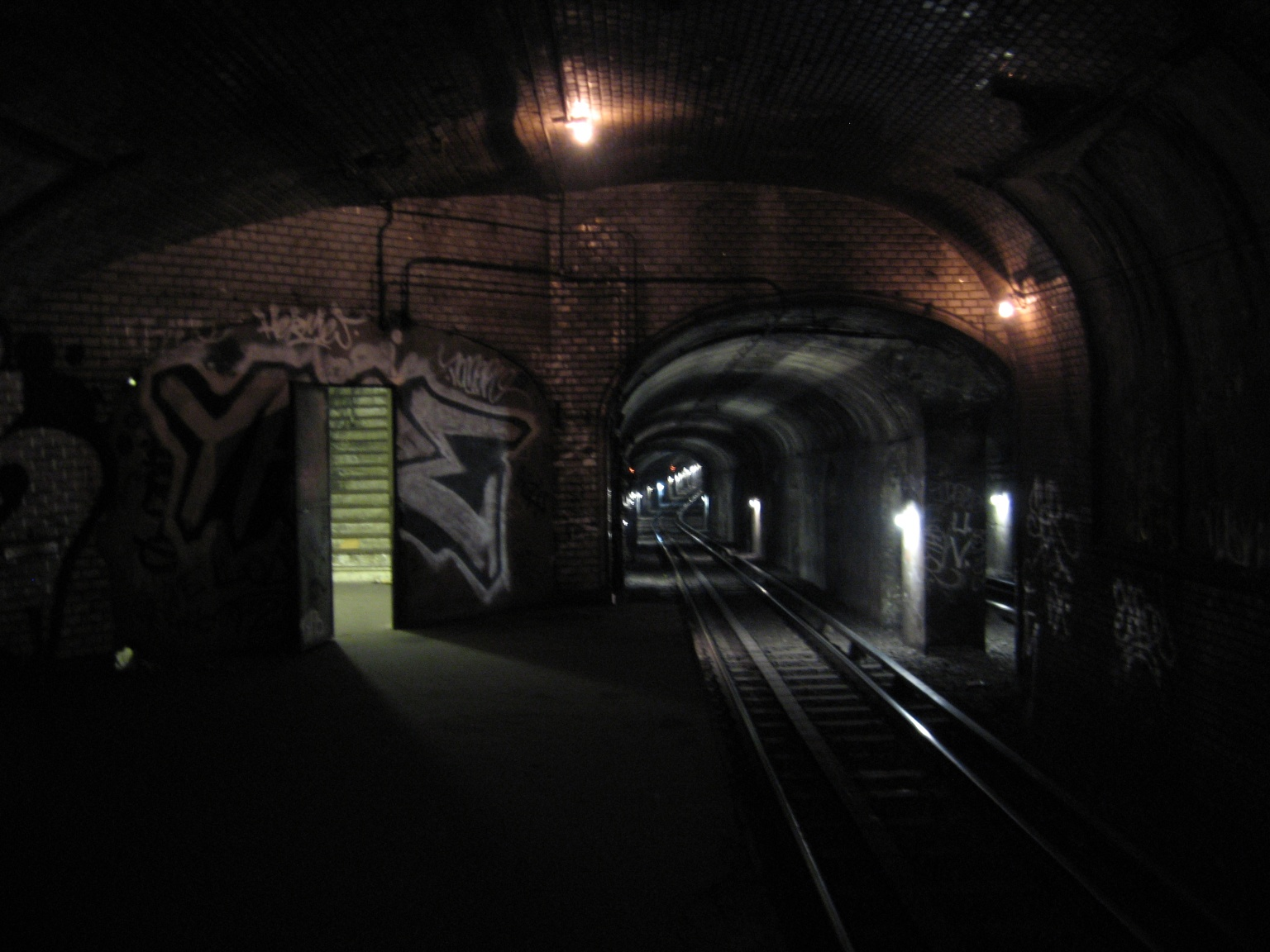
サン・マルタン駅跡
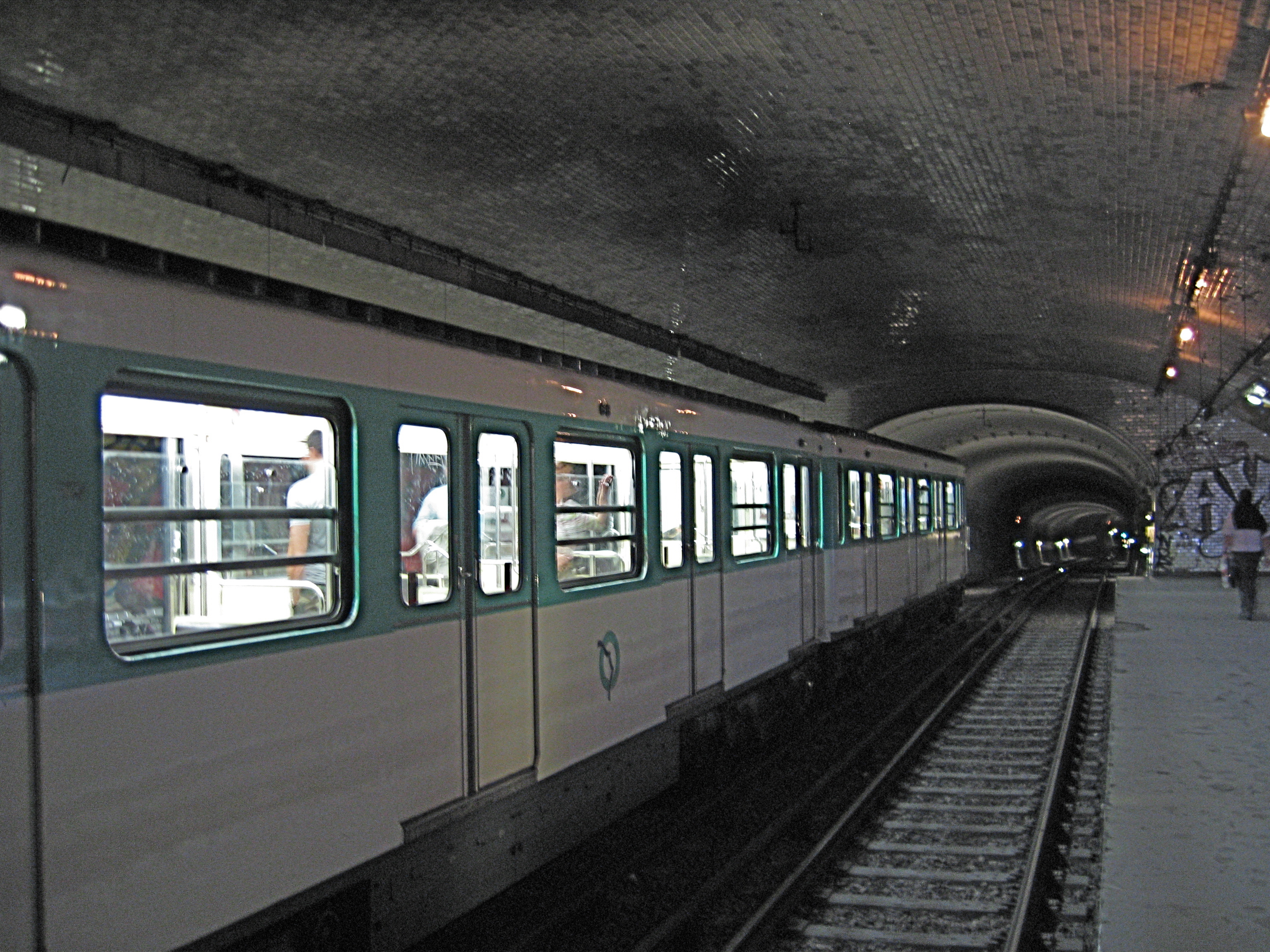
クロワ・ルージュ駅跡

戦争の影響の項で書いたように、第2次世界大戦開戦に伴う営業削減によって、Saint Martin, Arsenal, Croix Rouge, Champ de Mars は、駅間が近かったり、また Champ de Mars は駅の目の前が軍事学校であって保安上などの理由で、現在に至るまで廃駅となっている。
これらの廃駅には現在では別の設備が備え付けられている。Croix Rouge と Champ de Mars には排気のための巨大換気扇、また Arsenal にはメトロ配電技術士の練習用の配電設備が備え付けられ、また Saint Martin のホームには主に冬季にホームレスを一時収容するための施設が作られている。
ほかに10号線の Cluny-La Sorbonne も1939年に上記の駅とともに廃止されたが、1988年2月17日にRERのB線に Saint Michel-Notre Dame が開業し、既設のC線の Saint Michel-Notre Dame と乗換駅になると乗り換えの便利を図るため再開業している（RERのSaint Michel-Notre Dameと通路でつながれている）。また、営業時間が制限されていた Rennes と Liège も1939年に廃止され、1968年に再開業した駅である（Rennesは5月20日、Liègeは9月16日再開業）。
1. ↑  パリ市内のメトロ・バスが今週末無料 - フランス生活情報 フランスニュースダイジェスト
2. ↑  （英語）アルストム公式. “Metropolis & Metro Train Solutions”. p. 15. 2018年7月15日閲覧。
3. ↑  けいてつ協會著 知られざる鉄道 p150
4. ↑  現在使われているChamp de Mars公園北端でセーヌ河畔のRER-C線Champ de Mars - Tour Eiffel駅ではなく、Champ de Mars公園南端で軍事学校正面口目の前に入口が存在した。ホームは学校建物の真下にあり、また入口の位置も軍事学校と公園に挟まれ一般居住区や商業区ではないため、閉鎖したものと思われる。この入口は保守点検用として施錠された上で現在も存在する。またすぐ隣には地下駐車場入口もあるが、実際の駐車場の位置はChamp de Mars公園敷地の地下にあたる。現在営業中のエコール・ミリテールÉcole Militaire（軍事学校）駅は学校の斜め向かいで敷地から若干ずれて居住区に面しており、万が一爆弾テロや火災が起きたとしても軍事学校敷地内に影響が出ることはほとんど無い。

### 一部廃ホームなどがあり、別の用途で使われている駅
- ポルト・マイヨー Porte Maillot (1)

1934年まで1号線のターミナルとして使われたが、ホームの移転により廃止された。1992年に RATP の業務用空間として転用され「Espace Maillot」と呼ばれている。現在のホームから西のほうにある。
- ヴィクトル・ユーゴー Victor Hugo (2)

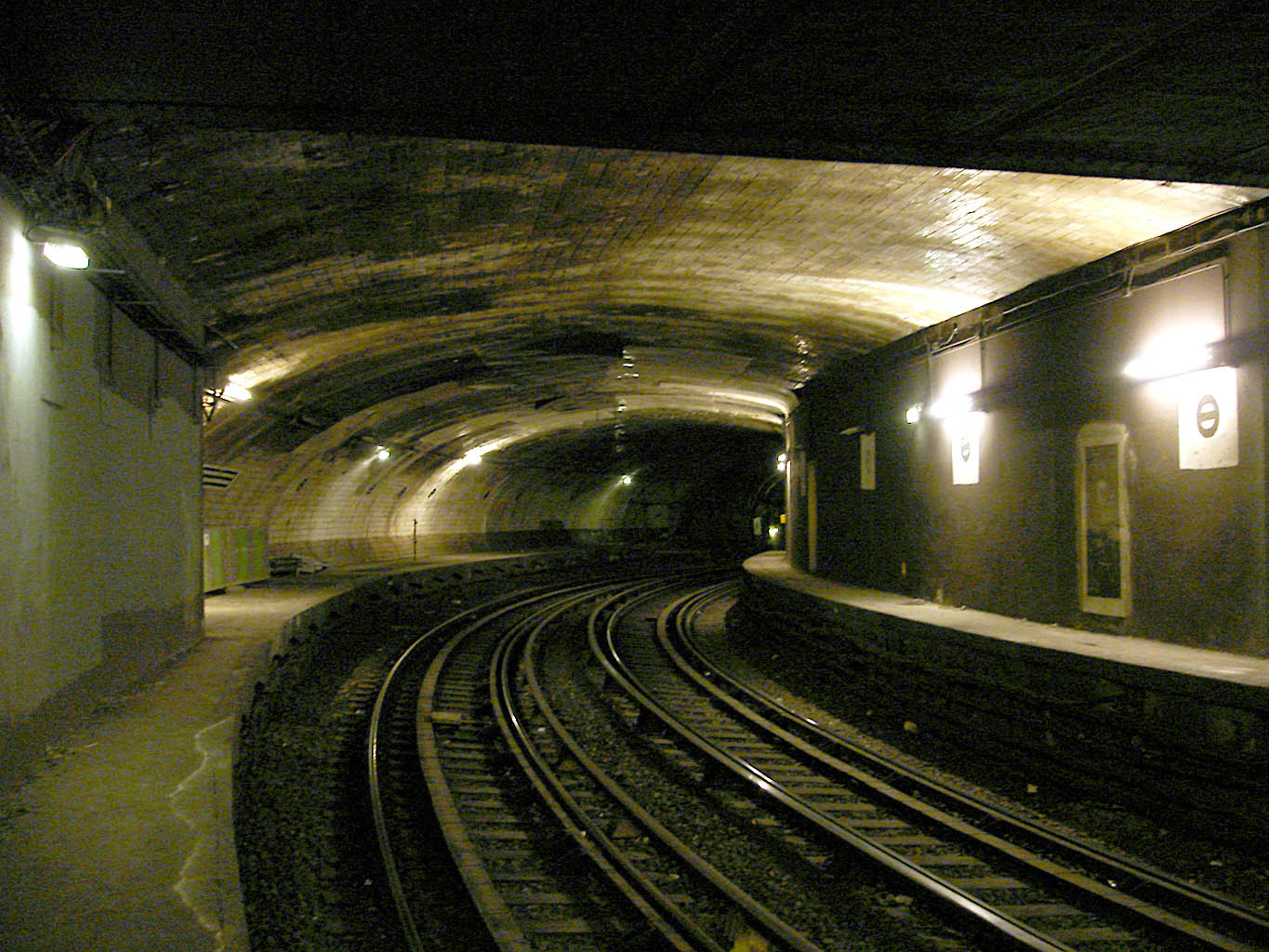
ヴィクトル・ユーゴー駅の旧ホーム

もとのホームが急曲線に位置していて安全上問題があるとみなされ、東へホームを移転し、もとのホームは廃止された。一部は倉庫として使われている。
- ガンベタ Gambetta / マルタン・ナドー Martin Nadaud (3)

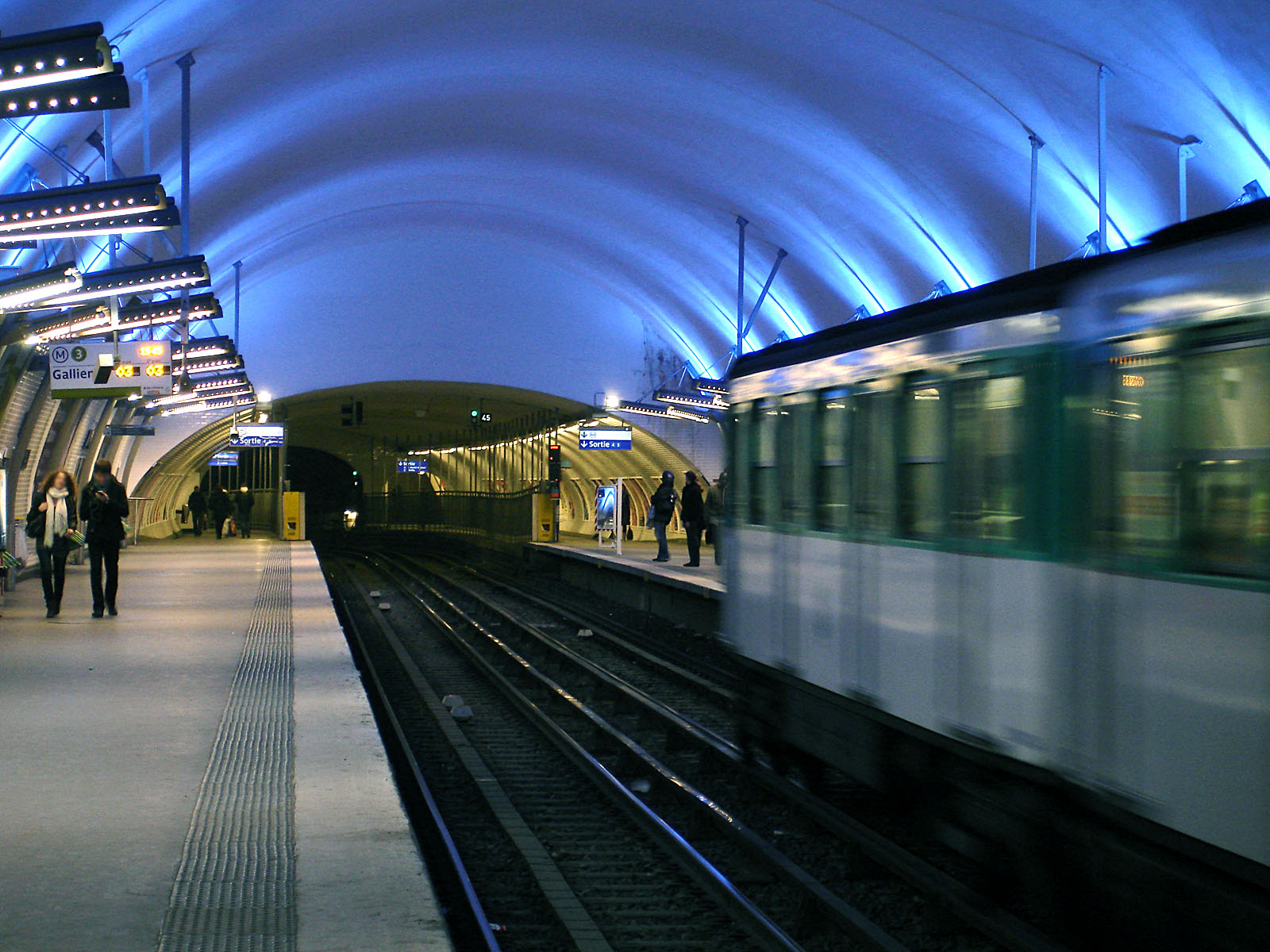
現ガンベタ駅から旧マルタン・ナドー駅方面を望む

もともと Gambetta と Martin Nadaud は別々の駅だったが、1969年8月23日に3bis号線を分離するときに既存の Gambetta と Martin Nadaud を統合しその中間に新しい Gambetta駅ホームが開業することになった（両駅の駅間距離は235mに過ぎなかった）。Martin Nadaud のホームは現在 Gambetta の通路として使われている。また、Gambettaの元のホームは現在3bis号線のホームとして使われている。
- ヴィリエ Villiers (3)

1905年の3号線延伸の時、2号線との立体交差のためルートが一部変更され、ループ型の引上げ線が放棄された。モンソー公園の真下に位置するこのループ線は現在はRATPの訓練用空間として専用されている。
- ポルト・デ・リラ「シネマ」 Porte des Lilas (3bis) "Cinéma"

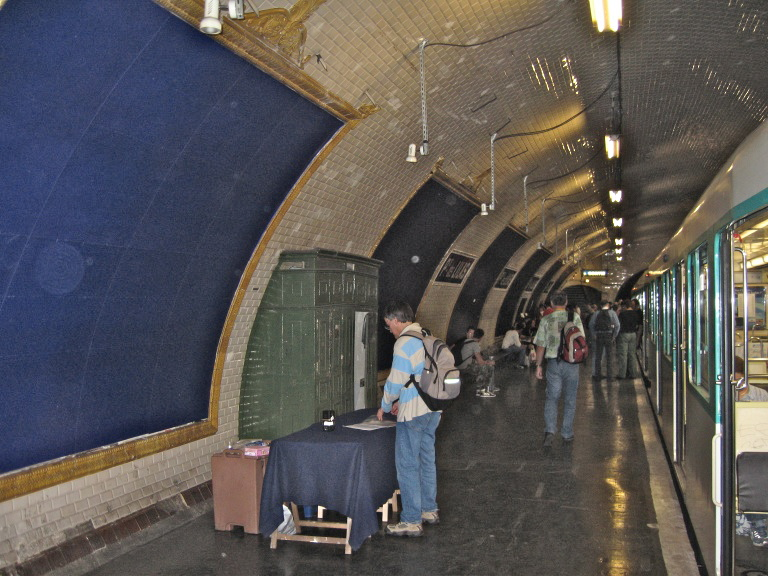
「シネマ」駅

ここは現在では映画撮影用に使われており、「シネマ」の別名がある。映画やテレビドラマ、コマーシャルなどで出てくるメトロの風景は、大抵この廃ホームで撮影されている。代表例に『アメリ』（作品内ではアベスAbbess駅として使用）など。また2005年末に日本でも放映されたマイクロソフトのCMにも登場する。撮影などのイベントが行われていない時は回送電車の留置線として使われている。実はこのホームも Haxo（後述）と同じく、3bis号線と7bis号線を繋ぐ連絡線上に位置している。
- レ・アール Les Halles (4)

1977年にRERが開業すると乗り換えの便利を図るためホームが東へ数十メートル移設された。
- ガール・デュ・ノール「USFRT」Gare du Nord (5)"USFRT"

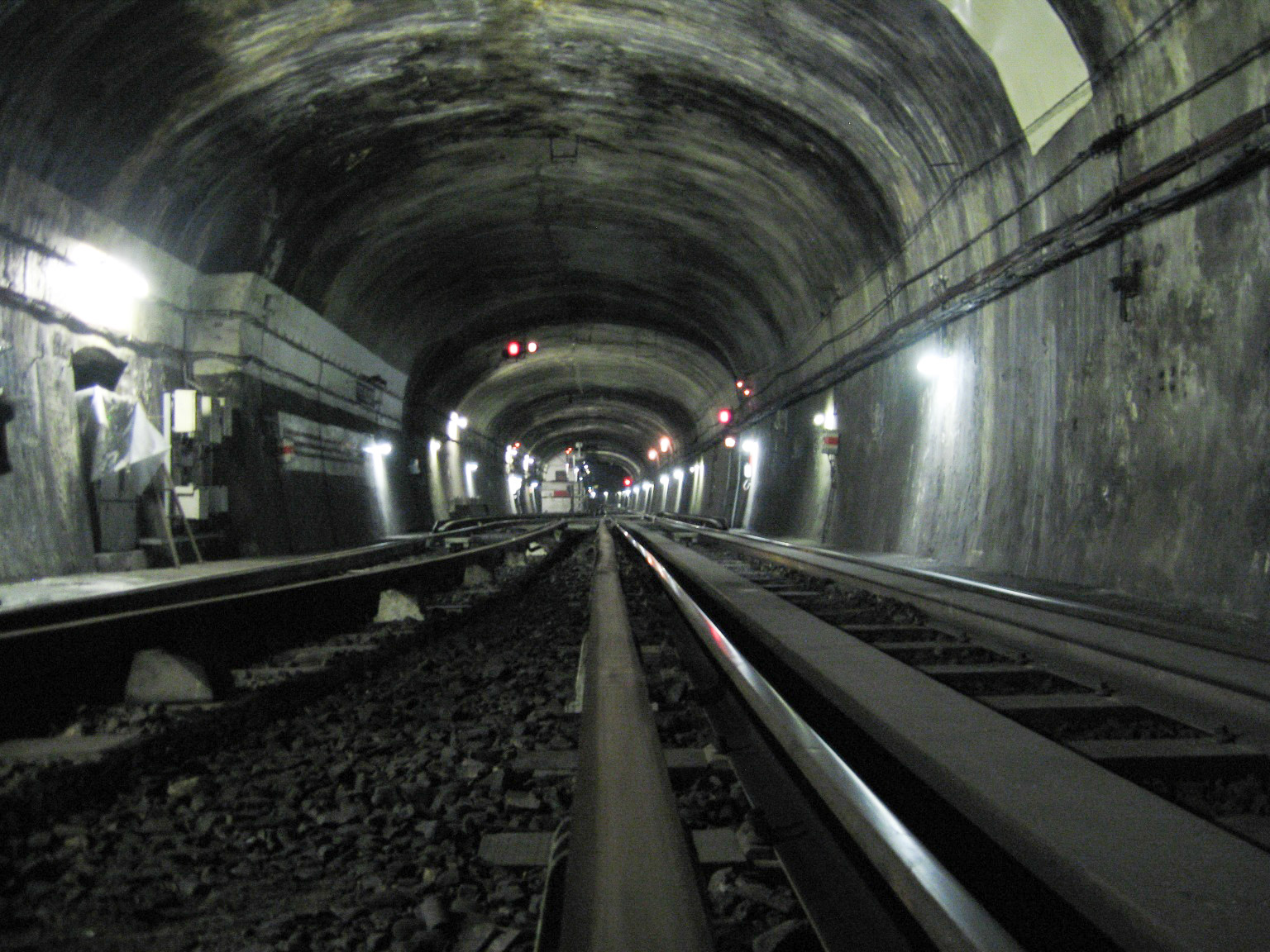
ガール・デュ・ノール「USFRT」

この廃ホームは5号線の終着駅だったときのもので、1942年に5号線が Porte de Pantin まで延伸だれたときに駅が別位置に新設され廃止された。現在はメトロ運転手見習いのための運転練習所となっている。また、2、4、5号線の連絡線にも繋がっている。
- アンヴァリッド Invalides (8)

この廃ホームは、旧・14号線のターミナルで、1976年に13号線と旧・14号線が繋がれるときに廃止され、1970年代に RATP の業務用空間として転用され "Espace Invalides"と呼ばれている。
- ポルト・ド・ヴェルサイユ Porte de Versailles (12)

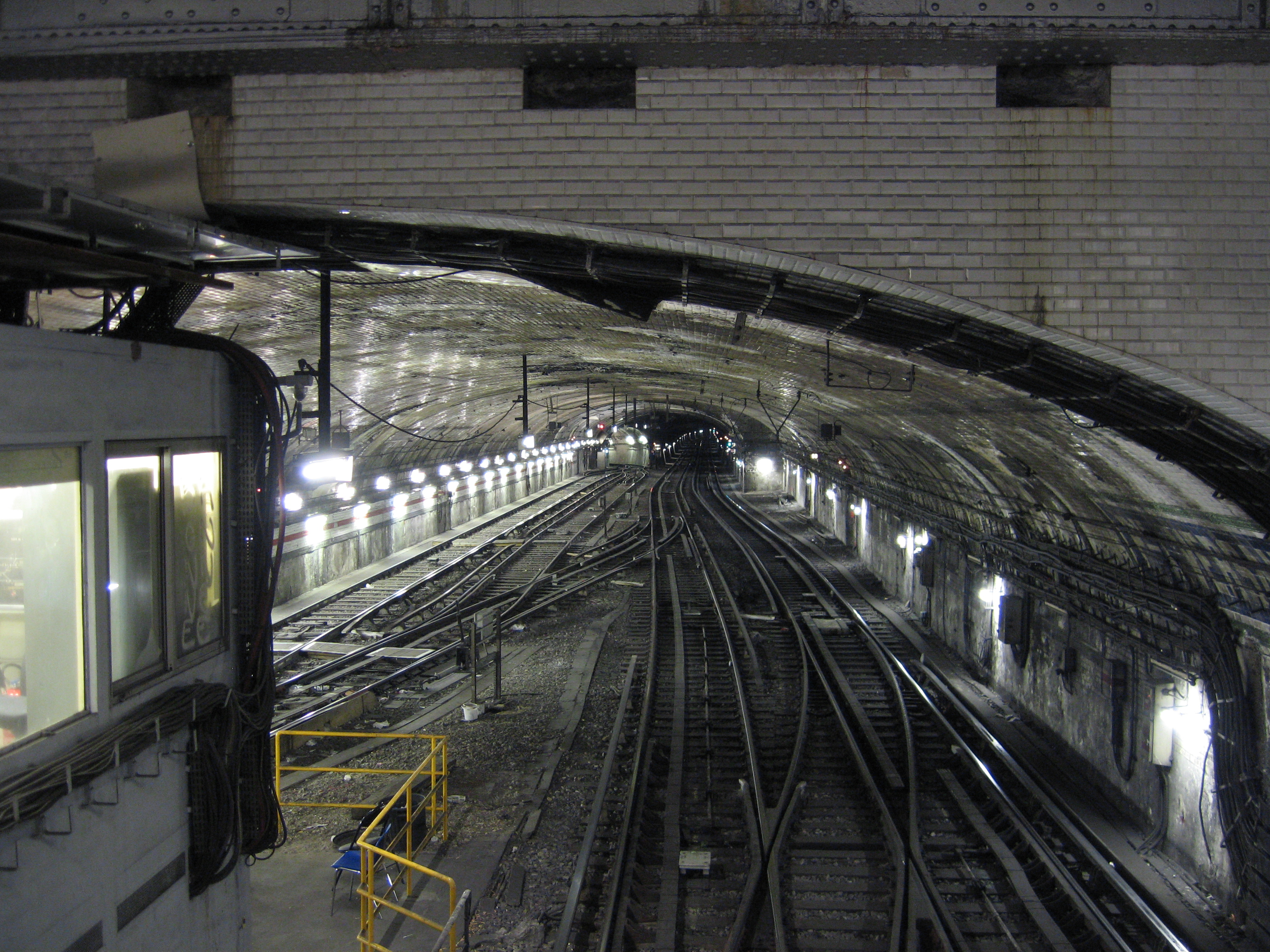
旧ポルト・ド・ヴェルサイユ駅の跡

ここも Gard du Nord と同じく延伸によるものである。この駅はもともと12号線の終着駅だったが、Mairie d'Issy まで延伸されるときにもとの留置線をホームに、もとのホームを留置線に入れ替わられた。これはパリ国際展示場が作られた際、ホームからのアクセスを良くするためでもある。
- オランピアード Olympiades (14)

2006年の開業予定だったが、工事中に地上にある小学校の校庭が陥没する事故が起きたことと予算上の問題から開業が遅れ、それまではホームなどが簡易車両基地として使われた。

### 工事未完のまま地上への出口がない駅
通称スタシオン・ファントムStation Fantôme（幽霊駅）。工事未完のまま開業計画が頓挫した幽霊駅と呼ばれるものがある。Haxo と Porte Molitor-Murat の2駅がそれで、線路では本線と繋がっており、プラットホームはあるものの、そこから降りて地上へ向かうための出口が作られていない。当然営業路線ではなく、現在は留置線などとして使われている。
- アクソ Haxo（3bis-7bis連絡線）

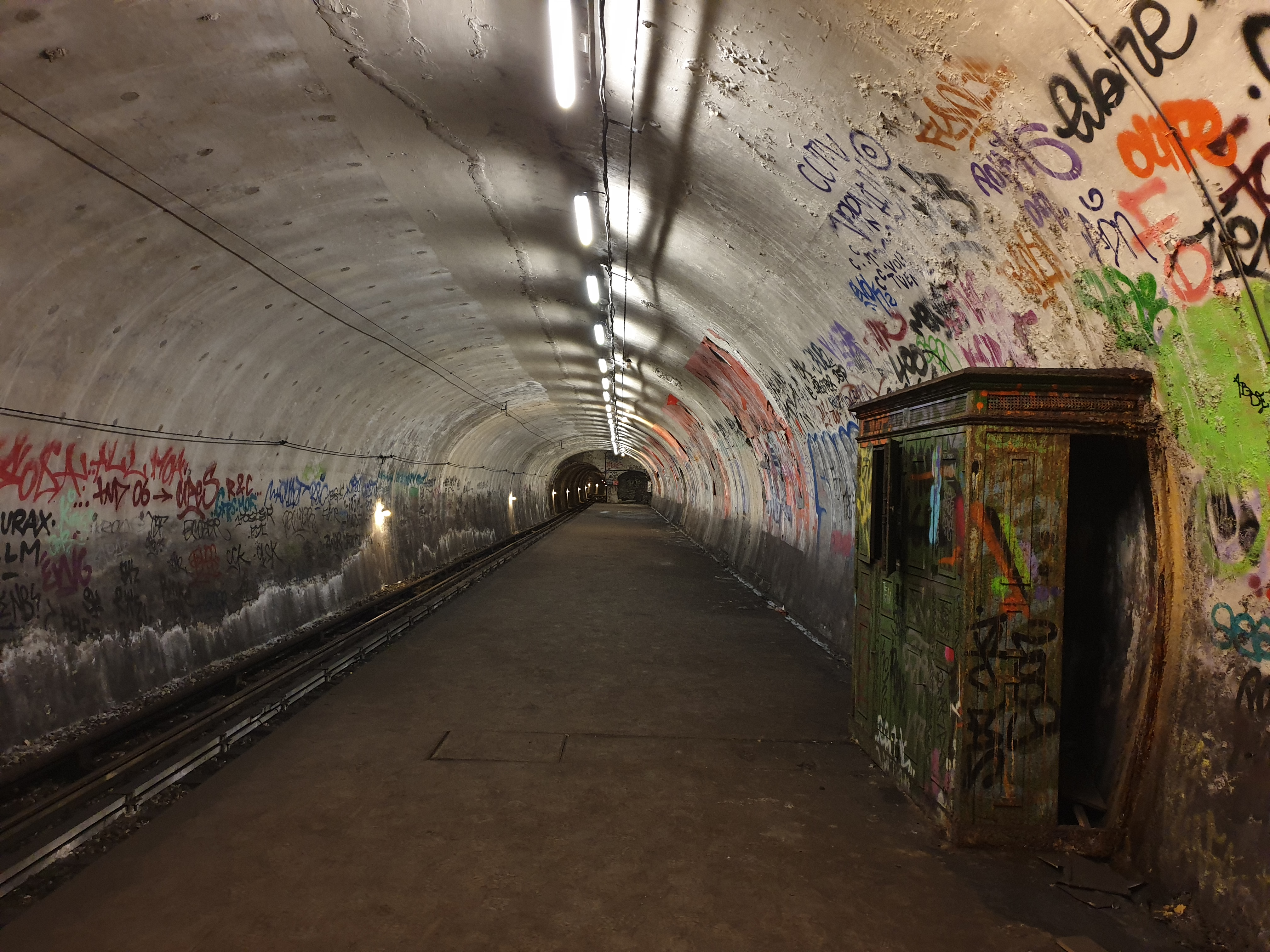
アクソ駅のプラットホーム
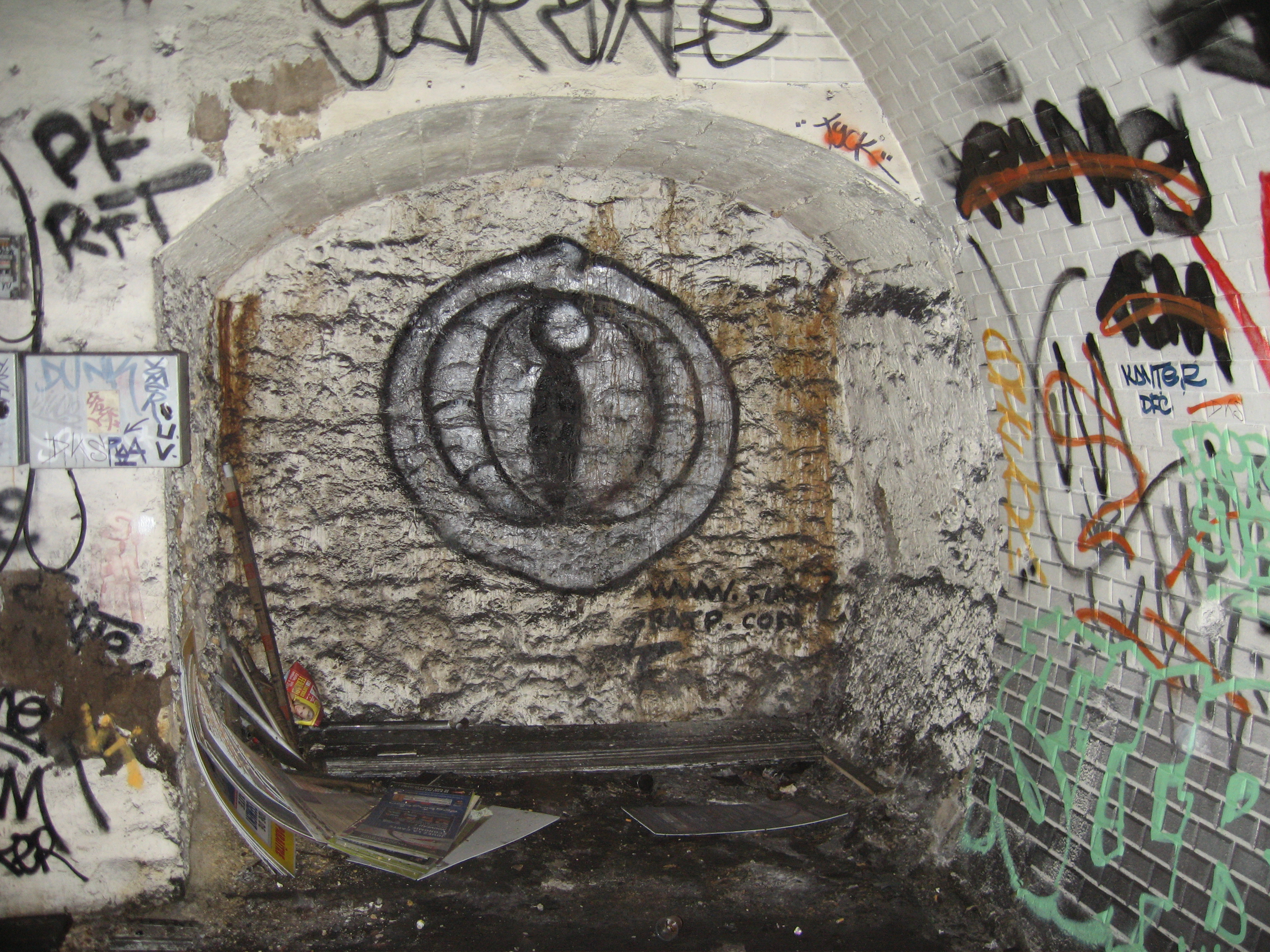
未完成のまま放置された出口部分

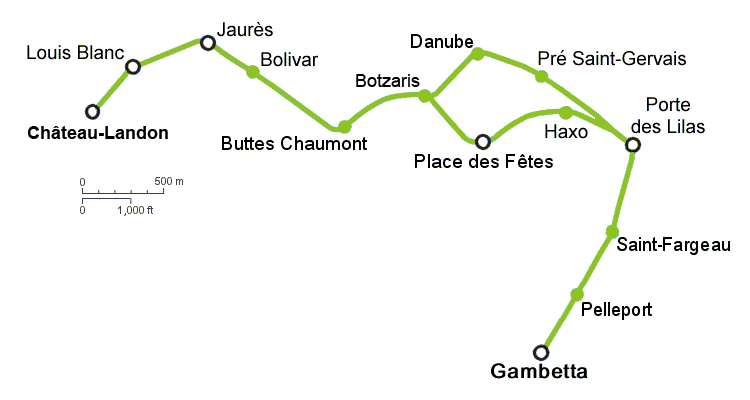
15号線の路線図

RATP が1993年に新車「MF88」系の発表会を開催した場所でもあるこのHaxoはもともと短い路線である3bis号線（計画当時は3号線）と7bis号線（当時は7号線）をつなげて一つにしようと作られた Porte des Lilas～Place des Fetesの連絡線、通称 La voie des Fetes上に位置しているが（他にPorte des Lilas～Pre Saint-Gervais 連絡線、通称 La voie navetteもある）、計画に収益が見込めないとの理由で1921年にすばやく取り消され放棄された。以降La voie Navetteが1950年代に一時的に独立路線として営業した以外には、これらの連絡線が営業線として使われることはなかった。しかしその後3bis、7bis号線が独立されるなどの環境の変化により、2006年に発表された総合地方計画であるSDRIFによってこの計画が再採用された。両路線を統合して15号線とするこの計画は、1段階事業としてこれらの連絡線とこの駅を営業線にすることと、2段階事業として7bisの始点を現在のルイ・ブランLouis-Blanc駅から一駅隣で、ターミナル駅のひとつであるガール・ド・レストGare de l'Est（東駅）への連絡口を持つシャトー・ランドンChâteau-Landon駅へ延伸することの二つを根幹にし、2013年までの開業をめざしていたが、計画は2030年に延長された。（詳細は、フランス語版のfr:Fusion des lignes 3bis et 7bis du métro de Paris、fr:Haxo_(métro_parisien)を参照）。
- ポルト・モリトール＝ミュラ Porte Molitor-Murat（9-10連絡線）

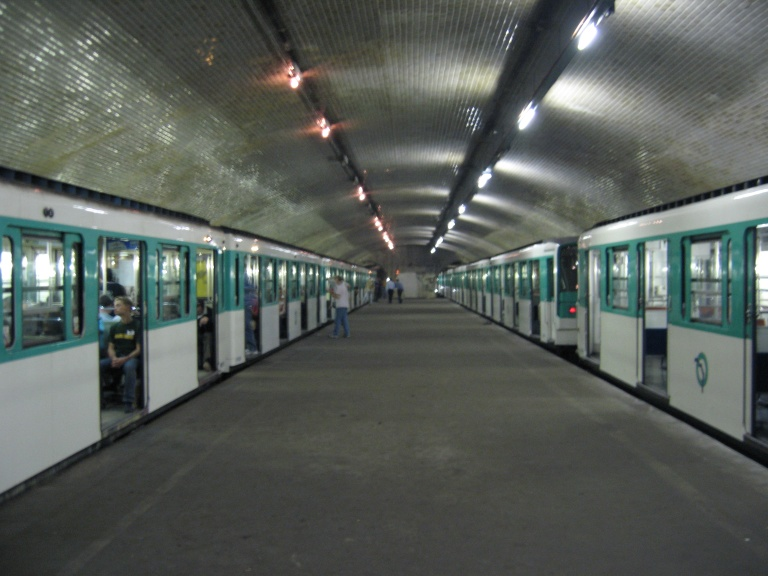
ポルト・モリトール＝ミュラ駅のプラットホーム

Porte Molitor-Murat は近くにあるサッカー競技場である "Parc des Princes" へのアクセスを主な目的として9号線のPorte de Saint-Cloud～10号線の Porte d'Auteuil を繋ぐ連絡線（連絡線は複線で、片側は車庫を経由して、片側が直接両駅を繋ぐ）上に作られたが、やはりこれも計画変更によって放棄された。

### 延伸準備のために建設後、計画が変更され放棄された駅
上記の幽霊駅と同じく工事未完のまま放棄された駅であるが、こちらは駅を設置するための箱型構造物が作られているだけで、線路もホームも作られていない。
- ラ・デファンス＝ミシュレ La Défense - Michelet (1)
- エリゼ＝ラ・デファンス Élysées La Défense (1)

1号線のラ・デファンスへの延伸に対備して駅をつくるための地下構造物を先に作っておいたが、川の下へのトンネルを作る工事費が高く、高架での延伸に切り替えられこれらの地下構造物は放棄された。Élysées La Défense駅はエリゼ＝ラ・デファンスという建物の地下4階とつながっている。なお現在のルートはこれらの駅より100メートルほど北北東のところを通る。
- 南オルリー Orly-Sud (7)

オルリーヴァルを工事する際、7号線のヴィルジュイフ方面をここまで延伸する計画があったため駅の構造物を作っておいたが、こちらもやはり中止となり構造物は放棄された。また、7号線のヴィルジュイフ方面を14号線に編入し南オルリーまで延伸する案が再び出ているが、実現可能性は低い。